# Sharon Stone
Sharon Vonne Stone (ur. 10 marca 1958 w Meadville) – amerykańska aktorka, producentka filmowa i modelka.
Karierę rozpoczęła jako modelka występująca w reklamach telewizyjnych i reklamach. Na kinowym ekranie zadebiutowała jako statystka w komediodramacie Woody’ego Allena Wspomnienia z gwiezdnego pyłu (1980). Pierwszą większą rolę zagrała w horrorze Wesa Cravena Śmiertelne błogosławieństwo (1981), a potem wystąpiła w filmach, takich jak Różnice nie do pogodzenia (1984), Kopalni króla Salomona (1985), Zimna stal (1987), Szalony Jackson (1988) i Nico (1988).
Szerszą popularność zdobyła dzięki udziałowi w filmie science-fiction Paula Verhoevena Pamięć absolutna (1990). Status światowej gwiazdy filmowej i symbolu seksu przyniosła jej kreacja femme fatale Catherine Tramell w dreszczowcu erotycznym Verhoevena Nagi instynkt (1992), za którą po raz pierwszy w swojej karierze zdobyła nominację do Złotego Globu dla najlepszej aktorki w filmie dramatycznym. Za rolę Ginger w filmie Martina Scorsese Kasyno (1995) otrzymała Złoty Glob dla najlepszej aktorki w filmie dramatycznym i była nominowana do Oscara dla najlepszej aktorki pierwszoplanowej. Kolejne nominacje do Złotego Globu przyniósł jej występ w komediodramacie Potęga przyjaźni (1998) i komedii Muza (1999) w reżyserii Alberta Brooksa. Ponadto wystąpiła w filmach, takich jak Sliver (1993), Specjalista (1994), Szybcy i martwi (1995), Cena nadziei (1996), Kula (1998), Kobieta-Kot (2004), Broken Flowers (2005), Alpha Dog (2006), Nagi instynkt 2 (2006), Bobby (2006), Królowa XXX (2013), Casanova po przejściach (2013) i The Disaster Artist (2017). Na szklanym ekranie wystąpiła za to w miniserialu Wojna i pamięć (1987) i dramacie HBO Gdyby ściany mogły mówić 2 (2000) oraz serialach: Prawo i porządek: sekcja specjalna (2010) i Agent X (2015). Za wykreowanie postaci Sheili Carlisle w serialu Kancelaria adwokacka (2003) zdobyła Emmy w kategorii „wybitny gościnny występ aktorki – serial dramatyczny”.
W 1995 odsłoniła swoją gwiazdę w Alei Gwiazd znajdującą się przy 6925 Hollywood Boulevard. W 2005 otrzymała Order Sztuki i Literatury we Francji. W 2019 odebrała nagrodę Kobiety Roku podczas gali „GQ”.

## Życiorys

### Wczesne lata
Urodziła się i dorastała w miasteczku Meadville w Pensylwanii. Jest córką Dorothy Marie (z domu Lawson; 1933–2025), księgowej, i Josepha Williama Stone’a II (1930–2009), producenta narzędzi i matryc oraz pracownika fabryki Erie Forge and Steel. Jej rodzina miała pochodzenie irlandzkie , angielskie, niemieckie i szkockie. Wychowywała się z dwoma braćmi – starszym Michaelem (ur. 1951) i młodszym Patrickiem (1965–2023) oraz młodszą siostrą Kelly (ur. 1961). Dorastała w protestanckiej rodzinie.
Jako dziecko miała wysoki iloraz inteligencji (IQ 154), toteż już w wieku pięciu lat zaczęła uczęszczać do szkoły podstawowej w Saegertown. W 1975 ukończyła liceum Saegertown High School w Saegertown w hrabstwie Crawford. Będąc w szkole średniej, w 1973 zaczęła brać udział w zajęciach na Edinboro University of Pennsylvania, na którym studiowała literaturoznawstwo i architekturę nowożytną. Zainspirowana Hillary Clinton, powróciła na uniwersytet w Edinboro, aby ukończyć studia w 2016.
Przed rozpoczęciem kariery aktorskiej zajmowała się obnośną sprzedażą garnków i patelni oraz pracowała w restauracjach McDonald’s i Bob’s Big Boy, prowadziła klub bilardowy przy akademickim kampusie i była kelnerką w hotelowej restauracji Holiday Inn. Występowała w szkolnych przedstawienia teatralnych. Richard Baker, ówczesny zastępca dyrektora liceum w Saegertown, stwierdził: „[Stone] na scenie od początku robiła wrażenie bardzo pewnej siebie, miała w sobie tę jakąś iskrę. Nic jednak nie wskazywało na to, że wyrośnie z niej najseksowniejsza gwiazda światowego kina. Przez myśl mi to nie przeszło!”.

### Początki kariery
W 1975 po zwycięstwie w okręgowym konkursie piękności tytuł Miss Hrabstwa Crawford (Pensylwania) wzięła udział w wyborach Miss Pensylwanii, w których nie zajęła w nich żadnego punktowanego miejsca, ale jeden z jurorów zasugerował jej, że powinna zacząć karierę modelki. W 1977 opuściła Meadville i przeniosła się do New Jersey. Wkrótce podpisała kontrakt z agencją modelek Eileen Ford Models w Nowym Jorku. Wzięła udział w kilkudziesięciu reklamówkach, reklamowała m.in. producenta kremów przeciwsłonecznych Coppertone, sieć barów Burger King oraz produkty do makijażu i kosmetyki dla kobiet firmy Maybelline. Mieszkając w Europie postanowiła zostać aktorką.

Kariery modelki Sharon Stone nie wspominała najlepiej: Poddano mnie ścisłemu reżimowi. Nie pozwalano przynieść do mieszkania nawet butelki wody sodowej. Pić wolno mi było tylko czystą wodę, a jeść wyłącznie krakersy. Cóż, byłam tęgą wiejską dziewuchą, a one próbowały zbić ze mnie cały ten tłuszcz. (...) Nareszcie zaczęłam brać udział w pokazach; najpierw wynajęłam mieszkanie w śródmieściu Nowego Jorku, a potem przeniosłam się do Europy – w dalszym ciągu pracowałam na wybiegu. Tam, we Włoszech, tak mnie prześladowali miejscowi playboye, że w końcu zadałam sobie pytanie: Czy ja naprawdę muszę to robić? Spakowałam manatki i wróciłam do Nowego Jorku, by stanąć w długiej kolejce do filmu Woody’ego Allena

W 1979 zrezygnowała z pracy modelki i zamieszkała w Los Angeles. Brała udział w Warsztatach Aktorskich Tracy Roberts i Warsztatach Improwizacji Komediowej Harveya Lembecka oraz pobierała prywatne lekcje aktorstwa u Roya Londona  i Allana Richa. Zadebiutowała na kinowym ekranie w komediodramacie Woody’ego Allena Wspomnienia z gwiezdnego pyłu (1980) jako „piękna dziewczyna w pociągu”, która całuje głównego bohatera Sandy’ego Batesa (granego przez Allena) przez szybę wagonu. W horrorze Wesa Cravena Śmiertelne błogosławieństwo (1981) zagrała postać modelki-narkomanki, którą śledzi psychopatyczny morderca. Zauważona w filmie Allena przez francuskiego reżysera Claude’a Leloucha, zagrała epizodyczną rolę w jego dramacie Jedni i drudzy (Les Uns et les Autres, 1982) u boku Jamesa Caana, Geraldine Chaplin, Fanny Ardant i Daniela Olbrychskiego. Wystąpiła też w serialach: NBC Bay City Blues (1983–1984) w roli Cathy St. Marie, żony znanego gracza baseballa (Patrick Cassidy) z Michaelem Nourim, Kenem Olinem i Dennisem Franzem, NBC Remington Steele (1983) jako Jillian Montague, CBS Mike Hammer (1984) – odc. „Sceny w mroku” (Shots in the Dark) jako Julie Elandz ze Stacym Keachem, Donem Stroudem i Jeffem Conawayem oraz CBS Magnum (1984) – odc. „Echa umysłu” (Echoes of the Mind), gdzie zagrała bliźniaczki Diane Dupres i Deirdre Dupres, a jedna z nich zainteresowana była prywatnym detektywem, Thomasem Magnumem (Tom Selleck).
Zwróciła na siebie uwagę krytyków rolą początkującej gwiazdeczki filmowej, która rozbija małżeństwo głównych bohaterów (Ryan O’Neal i Shelley Long), w komediodramacie Charlesa Shyera Różnice nie do pogodzenia (1984). Za tę rolę otrzymała sporo przychylnych recenzji; była to jej najlepiej przyjęta przez krytyków rola w latach 80. XX wieku. Sama aktorka stwierdziła później: Film wydawał mi się szalenie zabawny, a praca nad nim sprawiała prawdziwą przyjemność. Otrzymałam za tę rolę mnóstwo gratulacji i pochwał, zebrałam wspaniałe recenzje, szkoda tylko, że w tym właśnie czasie źle pokierowano moją karierę. Popełniono błędy, które kosztowały mnie wiele lat pracy w różnych parszywych filmach.
Po występie w filmie telewizyjnym NBC Gra o wszystko w Las Vegas (1984) wyjechała do Zimbabwe, gdzie wzięła udział w kręceniu filmów Kopalnia króla Salomona (1985) i jego kontynuacji – Allan Quatermain i zaginione miasto złota (1986); w obu produkcjach wcieliła się w postać Jesse Huston, która wynajmuje łowcę przygód, Allana Quatermaina (Richard Chamberlain), by odnaleźć swojego ojca, zaginionego w Afryce profesora archeologii. Scenariusze obu filmów okazały się kiepskie, a ekipa filmowa miała do czynienia także z licznymi problemami: niepokojami politycznymi w Zimbabwe, nienotowanymi od dawna gwałtownymi burzami i wiszącą nad filmowcami groźbą malarii. Stone nie wspominała najlepiej okresu spędzonego w Afryce: Wiem, że zachowywałam się jak jędza. Ale gdy się weźmie pod uwagę, że straciłam rok życia w Afryce, i to tylko po to, żeby się pokazać w czymś takim, jak „Kopalnie króla Salomona” i „Allan Quatermain”, to chyba miałam prawo być wkurzona.... Za rolę w Allanie Quatermainie... otrzymała pierwszą w swojej karierze nominację do Złotej Maliny dla najgorszej aktorki. Po powrocie do Stanów Zjednoczonych zgłosiła swoją kandydaturę do głównej roli w Fatalnym zauroczeniu, jednak nie została dopuszczona do przesłuchania. Przegrała też przesłuchania do roli reporterki Vicki Vale w Batmanie (1989) i Dicku Tracym. W 1986 wystąpiła w roli kompozytora i wykonawcy muzyki filmowej w Parting Glances, w którym zaśpiewała piosenki „Obsession” i „Slow Down”. Mimo trudności, starała się występować w możliwie największej liczbie filmów – zagrała m.in. w popularnej komedii Akademia Policyjna 4: Patrol obywatelski (1987), Nico (1988) Stevena Seagala) i filmie sensacyjnym Szalony Jackson (1988). Wystąpiła jako Janice Henry w miniserialu ABC Wojna i pamięć (1987). Po roli Casey Cantrell w Łzach w deszczu (1988) otrzymała tak zjadliwe recenzje, że wiele znanych osób nadesłało jej pocieszające listy, kwiaty i podarunki.

### Współpraca z Verhoevenem

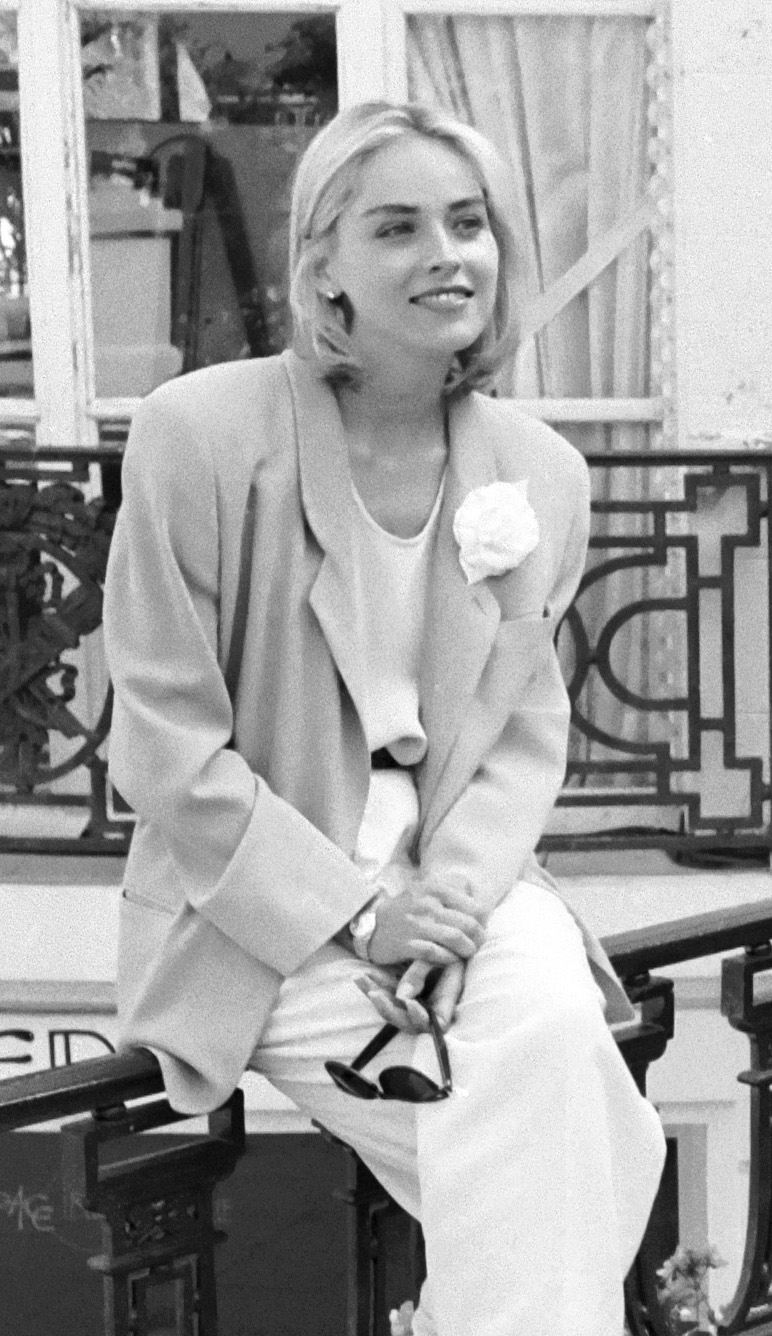
Stone (1991)

Została dostrzeżona przez krytykę i publiczność jako Lori Quaid w sensacyjnym filmie fantastycznonaukowym Paula Verhoevena Pamięć absolutna (1990) z Arnoldem Schwarzeneggerem. Początkowo chciała odrzucić ofertę zagrania w tym filmie, jednak do przyjęcia roli przekonało ją nazwisko holenderskiego reżysera. W ramach przygotowań do występu w tym filmie uczyła się taekwondo. W lipcu 1990 jej zdjęcia pojawiły w magazynie „Playboy”; Stone twierdziła, że zgodziła się na rozbieraną sesję jedynie ze względów finansowych. Fotograf Phillip Dixon stwierdził: „[Stone] miała pomysły bardziej ryzykowne od moich. Potrafiła wspiąć się na wąską drabinę w kilkunastocentymetrowych szpilkach. Poza nimi miała na sobie już tylko majteczki. 12 metrów wysokości, a ona bez mrugnięcia okiem wdrapała się aż na sam szczyt! Zrobiła wszystko, bylebyśmy odnieśli sukces. Pozowała jak profesjonalistka”.
W ciągu dwóch lat po sukcesie Pamięci absolutnej zagrała w pięciu niskobudżetowych filmach. Przełomem w jej karierze stała się rola biseksualnej pisarki i seryjnej morderczyni Catherine Tramell w dreszczowcu erotycznym Paula Verhoevena Nagi instynkt (1992), a do historii światowej kinematografii przeszła scena przesłuchania, kiedy w tyleż zmysłowy, co wyuzdany sposób założyła nogę na nogę. W wydanych w marcu 2021 pamiętnikach The Beauty of Living Twice (pol. Pięknie jest żyć dwa razy) Stone przyznała, że została wprowadzona w błąd i nie wiedziała, że w słynnej scenie będzie można zobaczyć jej krocze. Verhoeven z kolei twierdził, że wszystko było dokładnie ustalone i aktorka doskonale wiedziała, jak ma wyglądać ta scena. Stone za rolę w Nagim instynkcie została doceniona przez krytykę, otrzymała tytuł „Najbardziej pożądanej kobiety” od MTV i otrzymała MTV Movie Awards dla najlepszej aktorki oraz była nominowana do Złotego Globu dla najlepszej aktorki w filmie dramatycznym, Saturna w kategorii najlepsza aktorka i nagrody niemieckiego dwutygodnika dla młodzieży „Bravo”, ale także okrzyknięto ją symbolem seksu. Nagi instynkt przyniósł ponad pół miliarda dolarów zysku. Stone zdawała sobie z tego sprawę: „Przed Nagim instynktem zrobiłam 16 filmów; grałam zawsze wariatkę, narkomankę lub alkoholiczkę. Ale później w filmie mogłam już przebierać w rolach”. Dzięki występowi w Nagim instynkcie honorarium Stone za jeden film wzrosło do 5-6 milionów dolarów. Po Nagim instynkcie została wymieniona przez magazyn „People” jako jedna z 50. najpiękniejszych osób na świecie.

### Rozwój kariery

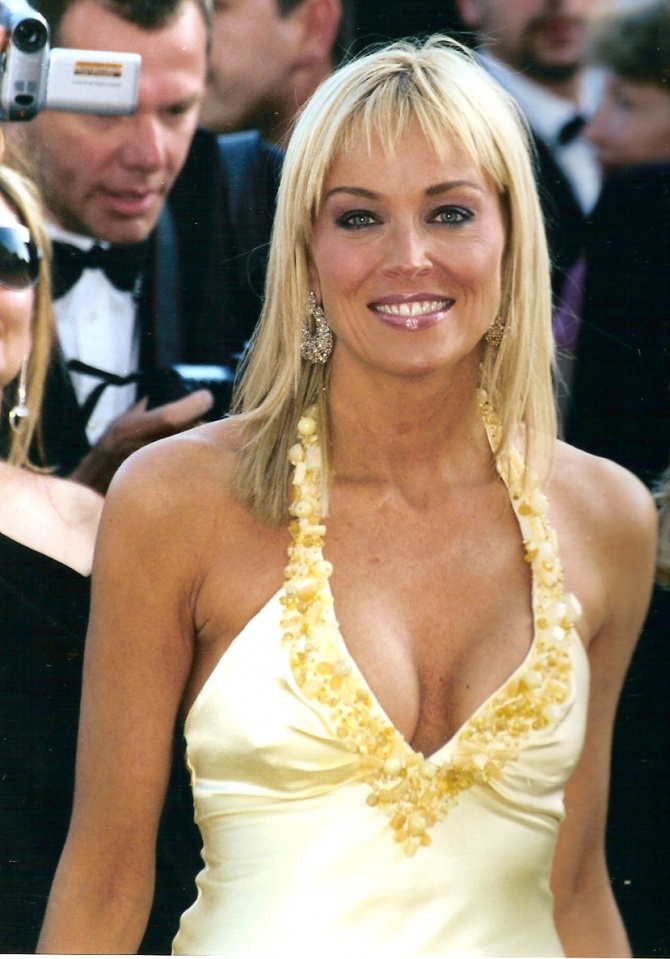
Stone podczas 58. Międzynarodowego Festiwalu Filmowego w Cannes (2005)

Wystąpiła w kilku rolach w Saturday Night Live (1992). W 1992 zapozowała fotografowi George’owi Hurrellowi.
Gościła wielokrotnie na okładkach magazynów, takich jak: „Vogue”, „Vanity Fair”, „Elle”, „People”, „Playboy”, „Zwierciadło”, „Harper’s Bazaar”, „L’Officiel”, „GQ”, „Empire”, „Esquire”, „Marie Claire”, „Interview”, „Cosmopolitan”, „Viva!” i „Gala”.
Za rolę Carly Norris, redaktorki książek i rozwódki po trzydziestce, która wprowadza się do nowojorskiego ekskluzywnego budynku „113” w dreszczowcu erotycznym Phillipa Noyce’a Sliver (1993) w oparciu o powieść Iry Levina i na podstawie scenariusza Joego Eszterhasa była nominowana do Złotej Maliny dla najgorszej aktorki, ale także otrzymała nominację do MTV Movie Award dla najbardziej pożądanej aktorki. Jako Catherine Trammell pojawiła się w komedii sensacyjnej Johna McTiernana Bohater ostatniej akcji (1993). W tym samym roku wzięła udział w reklamie Pirelli. Za rolę May Munro w dramacie sensacyjnym Specjaliście (1994) dostała dwie Złote Maliny dla najgorszej aktorki (także jako Sally Eastman, zimna i wyrachowana żona w melodramacie Marka Rydella Na rozstaju (1994) z Richardem Gere’em oraz „najgorszy duet filmowy” z Sylvestrem Stallone’em. Była współproducentką westernu Sama Raimiego Szybcy i martwi (1995), w którym zagrała postać Ellen, chcącej zemścić się na szeryfie miasteczka Redemption (Gene Hackman). Za rolę w tym filmie zdobyła nominację do nagrody Saturna dla najlepszej aktorki drugoplanowej.
Jedną z najważniejszych w jej karierze okazała się kreacja antagonistki sprytnej manipulatorki Ginger McKenny w dramacie kryminalnym Martina Scorsese Kasyno (1995), za którą zdobyła Złoty Glob dla najlepszej aktorki w filmie dramatycznym i nominację do Oscara dla najlepszej aktorki pierwszoplanowej , a jej postać uznano za jedną z najlepszych czarnych charakterów we współczesnym kinie. Również w 1995 Paul Verhoeven chciał zaangażować Stone do roli Cristal Connors w swoim dramacie erotycznym Showgirls.
W listopadzie 1995 odsłoniła swoją gwiazdę w Alei Gwiazd na bulwarze w Hollywood, z siedzibą pod 6925 Hollywood Blvd. W tym samym roku magazyn „Empire” wybrał jedną ze stu najseksowniejszych gwiazd w historii filmu. W październiku 1997 znalazła się w gronie stu najlepszych gwiazd filmowych wszech czasów.
Kolejną nominację do Złotej Maliny jako najgorsza nowa gwiazda przyniosła jej rola Nicole Horner, pełnej energii kochanki dyrektora (Chazz Palminteri) podrzędnej szkoły z internatem, w remake’u Widma Henriego-Georges’a Clouzota zatytułowanym Diabolique (1996) z Isabelle Adjani i postać Cindy Liggett, czekającą na karę śmierci za morderstwo pary nastolatków, w dramacie Bruce’a Beresforda Cena nadziei (1996). By odpowiednio przygotować się do roli w drugim z filmów, spędziła jeden dzień w celi o zaostrzonym rygorze w więzieniu dla kobiet w stanie Tennessee. Jako matka głównego bohatera (Kieran Culkin) w komediodramacie Potęga przyjaźni (1998) była nominowana do Złotego Globu dla najlepszej aktorki drugoplanowej. Kreacja Sarah Little w komedii Alberta Brooksa Muzie (1999) z Andie MacDowell była nominowana do Złotego Globu dla najlepszej aktorki w filmie komediowym lub musicalu. Jednak za tytułową rolę dziewczyny gangstera Glorii Swenson w dreszczowcu  Sidneya Lumeta Gloria (1999) po raz kolejny była nominowana do Złotej Maliny w trzech kategoriach: najgorsza aktorka, najgorsza kobieca fryzura na ekranie i najgorszy fałszywy akcent.
W noweli pt. 2000 z Ellen DeGeneres w reż. Anne Heche z melodramatu telewizyjnego HBO Gdyby ściany mogły mówić 2 (2000), określanego przez krytykę mianem pornograficznym zagrała postać lesbijki Fran, która przyniosła jej nagrodę organizacji Human Rights Campaign, walczącej o prawa mniejszości seksualnych.

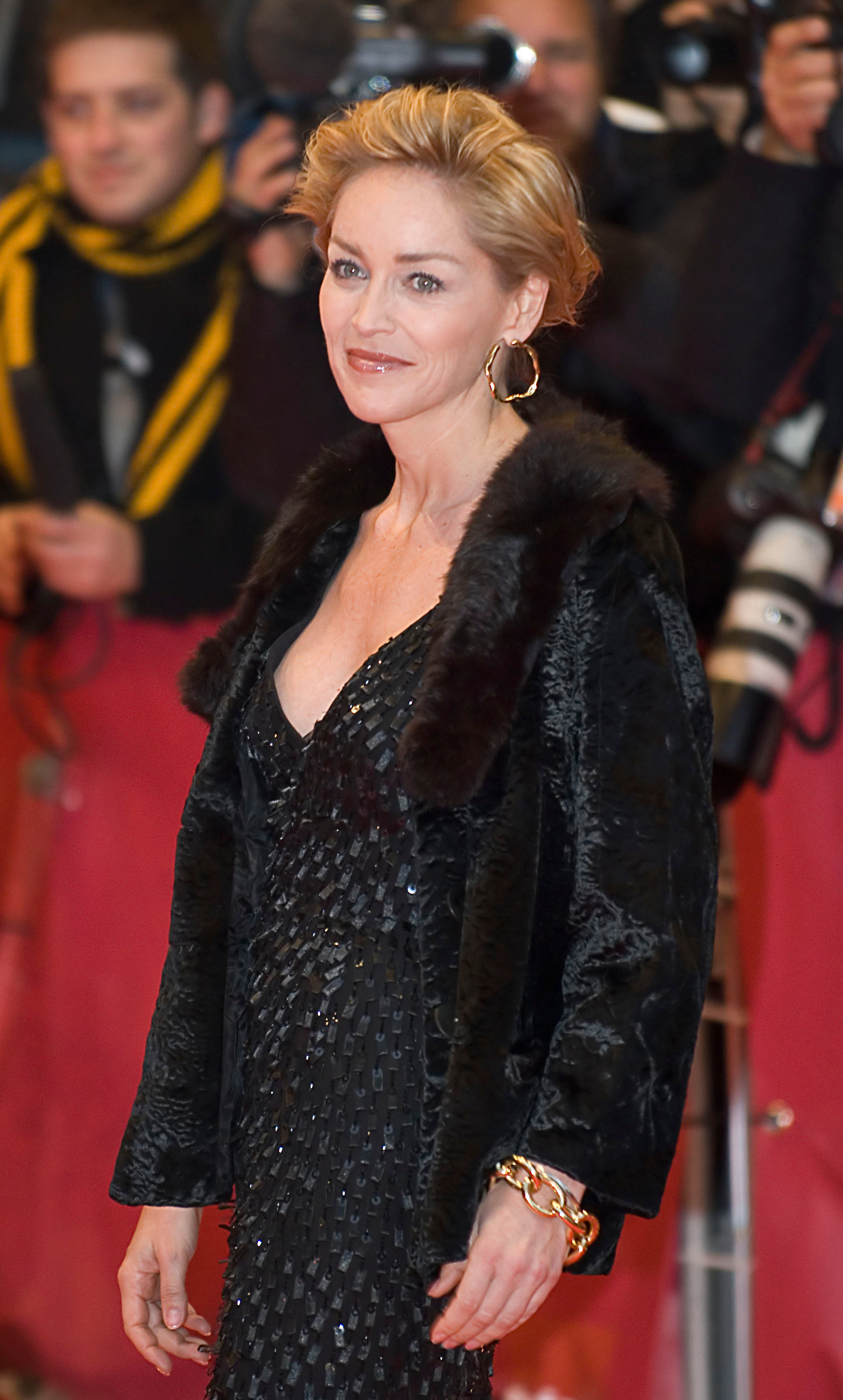
Sharon Stone (2007)

Była egzotyczną tancerką w komedii sensacyjnej Wspaniały Joe (2000) z udziałem Billy’ego Connolly. W 2001 miała zagrać główną rolę w biografii o niemieckiej reżyserce filmowej Leni Riefenstahl. Przyszły reżyser, Paul Verhoeven i sama Riefenstahl, faworyzowali Stone, aby przedstawiła Riefenstahl w filmie. Verhoeven, z którym Stone wcześniej pracowała, wycofał się z projektu, podobno dlatego, że chciał zatrudnić droższego scenarzystę niż producenci. Zasiadała w jury konkursu głównego na 55. MFF w Cannes (2002). Wystąpiła w trzech odcinkach z ósmego sezonu serialu ABC Kancelaria adwokacka (2003) wystąpiła gościnnie w roli Sheili Carlisle, prawniczki, która wierzy, że potrafi komunikować się z Bogiem, zdobywając nagrodę Primetime Emmy. Powróciła na kinowy ekran w dreszczowcu psychologicznym Mike’a Figgisa Cold Creek Manor (2003) z Dennisem Quaidem. Zagrała Laurel Hedare, dyrektorkę firmy kosmetycznej, antagonistkę w krytycznie odebranej ekranizacji komiksu Boba Kane’a Kobieta-Kot (2004) w reżyserii Pitofa. Była współtwórczynią piosenki „Come Together Now” (2005), która została wydana na singlu charytatywnym, a dochód z jego sprzedaży został przekazany ofiarom huraganu Katrina. Zebrała pochlebne recenzje za rolę Laury w komediodramacie Jima Jarmuscha Broken Flowers (2005) z Billem Murrayem i Jessicą Lange. Również w 2005 otrzymała nagrodę specjalną za wkład w rozwój światowego kina na Festiwalu Filmowym w Karlowych Warach.
Przez lata konsekwentnie nie zgadzała się wystąpić w drugiej części Nagiego instynktu, jednak w końcu podpisała kontrakt i powróciła jako Catherine Trammell w dreszczowcu Michaela Catona-Jonesa Nagi instynkt 2 (2006). Sequel nie przyniósł spodziewanych zysków (39 mln dol. przy budżecie w wysokości 70 mln dol.), został surowo oceniony przez krytyków, a Stone dostała drugą w karierze Złotą Malinę dla najgorszej aktorki.
W październiku 2013 odebrała Nagrodę Pokoju przyznawaną przez Światowy Szczyt Laureatów Pokojowej Nagrody Nobla osobom ze świata kultury i rozrywki, które wnoszą największy wkład w sprawę pokoju na świecie. W dramacie biograficznym Jeffreya Friedmana i Roba Epsteina Królowa XXX (2013) zagrała rolę Dorothy Boreman, konserwatywnej matki aktorki porno Lindy Lovelace (Amanda Seyfried). W 2019 podczas imprezy magazynu „GQ” odegrała scenę z Nagiego instynktu. Zagrała samą siebie w jednym z odcinków serialu HBO Go Nowy papież (The New Pope, 2020).
Angażuje się w działalność charytatywną, propaguje ideę adopcji, wspiera Ruch Obrony Praw Człowieka i walczy o prawa mniejszości homoseksualnych. Działa na rzecz świadomości HIV m.in. poprzez współpracę z fundacją amfAR, która zajmuje się badaniami nad AIDS. Współpracuje także z organizacją dobroczynną Planet Hope, z ramienia której m.in. współorganizuje obozy Camp Planet Hope dla bezdomnych dzieci i ich matek i zainicjowała program Homeless Not Toothless zapewniającą bezdomnym pomoc stomatologiczną.

## Życie prywatne
W 2011 podczas rozmowy z Piersem Morganem w CNN zdementowała plotki, że jej pierwszym mężem był George Howe Englund Jr., syn aktorki Cloris Leachman. Nie wspomina też o tym małżeństwie Douglas Thompson, autor biografii Stone. 18 sierpnia 1984 w Erie poślubiła Michaela Greenburga, producenta serialu MacGyver, z którym rozwiodła się 20 stycznia 1987. Spotykała się z Brentem Huffem. W 1991 przez kilka miesięcy była związana z producentem filmowym Steve’em Bingiem, w lutym 1992 – z Dwightem Yoakamem, amerykańskim muzykiem i aktorem, w latach 1993−1994 – z producentem filmowym Williamem J. MacDonaldem, a w 1995 – z Bobem Wagnerem, drugim asystentem reżysera filmu Szybki i martwi. 14 lutego 1998 wyszła za Phila Bronsteina, wydawcę prasowego, z którym rozwiodła się 29 stycznia 2004. Ma trzech adoptowanych synów: Rona Josepha Bronsteina (ur. 2000), Lairda Stone’a (ur. 2005) i Quinna Kelly’ego Stone’a (ur. 2006); na jakiś czas utraciła prawo do sprawowania opieki nad najstarszym synem.
W 2001 przeszła operację wycięcia nowotworu piersi, a następnie – rekonstrukcji biustu. 29 września 2001 przeszła krwotok podpajęczynówkowy.
Jest demokratką.

## Filmografia
- 1980 – Wspomnienia z gwiezdnego pyłu jako piękna dziewczyna w pociągu
- 1981 – Śmiertelne błogosławieństwo jako Lana
- 1981 – Jedni i drudzy jako dziewczyna Glenna
- 1982 – Nie taki zwykły romans jako Lynette
- 1984 – Nienasycony jako Cassie Bascomb
- 1984 – Różnice nie do pogodzenia jako Blake Chandler
- 1984 – Gra o wszystko w Las Vegas jako Sarah Shipman
- 1985 – Kopalnie króla Salomona jako Jesse Huston
- 1987 – Akademia Policyjna 4: Patrol obywatelski jako Claire Mattson
- 1987 – Zimna stal jako Kathy
- 1987 – Allan Quatermain i zaginione miasto złota jako Jesse
- 1988 – Wojna i pamięć jako Janice Henry
- 1988 – Nico jako Sara Toscani
- 1988 – Szalony Jackson jako Patrice Dellaplane
- 1988 – Łzy w deszczu jako Casey Cantrell
- 1989 – Krew na piasku jako Dona Sol
- 1989 – Droga do gwiazd jako Laurie McCall
- 1990 – Pamięć absolutna jako Lori
- 1991 – Jego zdaniem, jej zdaniem jako Linda
- 1991 – Rok broni jako Alison King
- 1991 – Zabójca jako Kiki
- 1991 – Nożyczki jako Angie Anderson
- 1992 – Kuszenie losu jako Serena Black
- 1992 – Nagi instynkt jako Catherine Tramell
- 1993 – Sliver jako Carly Norris
- 1994 – Specjalista jako May Munro
- 1994 – Na rozstaju jako Sally Eastman
- 1995 – Szybcy i martwi jako Ellen
- 1995 – Kasyno jako Ginger McKenna
- 1996 – Diabolique jako Nicole
- 1996 – Cena nadziei jako Cindy Liggett
- 1998 – Kula jako doktor Elizabeth „Beth” Halperin
- 1998 – Potężny i szlachetny jako Gwen Dillon
- 1999 – Gloria jako Gloria
- 1999 – Muza jako Sarah
- 1999 – Simpatico jako Rosie
- 2000 – Gdyby ściany mogły mówić 2 jako Fran
- 2000 – Dar z nieba jako Candy
- 2000 – Wspaniały Joe jako Hush
- 2003 – Cold Creek Manor jako Leah Tilson
- 2004 – Podwójna gra jako Sally Cauffield
- 2004 – Kobieta-Kot jako Laurel Hedare
- 2005 – Broken Flowers jako Laura
- 2006 – Nagi instynkt 2 jako Catherine Tramell
- 2006 – Nightmares and Dreamscapes: From the Stories of Stephen King (miniserial)
- 2006 – Bobby jako Miriam Ebbers
- 2006 – Alpha Dog jako Olivia Mazursky
- 2007 – Młody geniusz jako Gloria
- 2007 – Na zakręcie życia jako Karen
- 2008 – Rok, w którym się poznaliśmy jako Jane Rocket
- 2011 − Spisek jako Diane Francken
- 2012 − Granica (The Mule) jako Sofie
- 2013 − Królowa XXX jako Dorothy Boreman
- 2013 − Casanova po przejściach jako dr Parker
- 2013 − Gods Behaving Badly jako Afrodyta
- 2014 − Miłość w wielkim mieście 3 jako Angela Blake
- 2014 − Un ragazzo d’oro jako Ludovica Stern
- 2015 − Life on the Line jako Duncan's Mother
- 2016 − Matka jest tylko jedna jako Nina
- 2017 − Galop ku wolności jako Meredith Parish
- 2017 − A Little Something for Your Birthday jako Senna Berges
- 2017 − The Disaster Artist jako Iris Burton
- 2019 − Pralnia jako Hannah
- 2019 − Rolling Thunder Revue: A Bob Dylan Story by Martin Scorsese jako The Beauty Queen
- 2020 – Nowy papież jako ona sama
- 2021 – Mamy tylko dziś jako ona sama/Iris
- 2022 – Beauty jako Agentka

## Nagrody
| Rok  | Nagroda                                            | Kategoria                                                                     | Film                                  |
| ---- | -------------------------------------------------- | ----------------------------------------------------------------------------- | ------------------------------------- |
| 1992 | Srebrna statuetka „Bravo”                          | Najlepsza aktorka                                                             | –                                     |
| 1993 | MTV Movie Award                                    | Najlepsza wykonawczyni Najbardziej pożądana kobieta                           | Nagi instynkt (1992)                  |
| 1995 | Złota Malina                                       | Najgorsza aktorka                                                             | Specjalista (1994) Na rozstaju (1994) |
| 1995 | Złota Malina                                       | Najgorsza ekranowa para z Sylvestrem Stallone                                 | Specjalista (1994)                    |
| 1996 | Złoty Glob                                         | Najlepsza aktorka w filmie dramatycznym                                       | Kasyno (1995)                         |
| 2004 | Nagroda Emmy                                       | Najlepszy gościnny występ w serialu dramatycznym – aktorka                    | Kancelaria adwokacka (2003)           |
| 2005 | Międzynarodowy Festiwal Filmowy w Karlowych Warach | Nagroda Specjalna za wybitny wkład w kino światowe                            | –                                     |
| 2007 | Złota Malina                                       | Najgorsza aktorka                                                             | Nagi instynkt 2 (2006)                |
| 2019 | Nagroda Satelita                                   | Najlepsza aktorka drugoplanowa w serialu, miniserialu lub filmie telewizyjnym | Mozaika (2018)                        |